# Пийтерфолво
Пийтерфолво (укр. Пийтерфолво, венг. Tiszapéterfalva, ранее Петро́во, укр. Петрово) — село в Береговском районе Закарпатской области Украины на трассе Вилок — Окли Гедь, между двумя пограничными переходами: украинско-венгерским и украинско-румынским. Административный центр Пийтерфолвовской сельской общины.

## Население
Здесь, на берегу реки Тиса, проживает около 2000 человек, большинство из которых венгры, традиционно занимающиеся выращиванием овощей.

## Название
Своё название село получило в XVIII веке. Легенда гласит, что венгерский король Андрэй подарил своему феодалу имение. Тот разделил его между сыновьями — одного звали Петр (деревню назвали Пийтерфолво — с венгерского «село Петра»), другому брату досталась земля, где росло много бобов (деревню назвали Тисобикень — «бобовое»).

## История
В 2000 г. селу возвращено историческое название.

## Факты
В 1864 году здесь была построена летняя резиденция министра сельского хозяйства Венгрии Эндре Дьердя. Сейчас в этом здании размещена картинная галерея.
Главной достопримечательностью села считается картинная галерея, в собрании которой представлены работы известных закарпатских художников: Гавриила Глюка «Бабушка», Андрея Коцки «Праздничный день», портрет Клары Балог, Фёдора Манайло «Старый перевал», Йосипа Бокшая «Ужгородский замок» и другие.
В селе располагается завод, принадлежащий российскому консервному холдингу «Дядя Ваня».
Самое популярное блюдо этих мест связано с бобами: есть такая традиция — по воскресеньям в каждой семье варят бульон из фасоли, копченой свинины и квашеной капусты (называется он «капусташ посуй»).

## Известные жители и уроженцы
- Биров, Антонин Александрович (род. 1929) — Герой Социалистического Труда.
- Бики Меньгерт Акошович (1932—2016) — советский и украинский учёный, инженер-электрик.